# (3992) Wagner
Pour les articles homonymes, voir Wagner.
(3992) Wagner est un astéroïde de la ceinture principale.

## Description
(3992) Wagner est un astéroïde de la ceinture principale. Il fut découvert par Freimut Börngen le 29 septembre 1987 à Tautenburg. Il présente une orbite caractérisée par un demi-grand axe de 3,01 UA, une excentricité de 0,081 et une inclinaison de 10,41° par rapport à l'écliptique.
Il fut nommé en hommage au compositeur allemand Richard Wagner (1813-1883).